# Ribeira de Bicesse
A ribeira de Bicesse nasce a norte da freguesia de Alcabideche, na localidade da Douroana, a partir donde discorre para sul, acabando por desaguar no Forte de Santo António da Barra, em São João do Estoril. Apresenta um leito natural apenas entre a zona a sul da Estrada de Manique e o norte da Galiza, com uma galeria ripícola nas suas margens. Nos restantes troços do seu percurso, o seu leito encontra-se artificializado, enquadrado por muros de betão e edifícios com um nível altimétrico semelhante, algo que propicia o perigo de cheias em períodos de forte precipitação.